# Перетин прямих

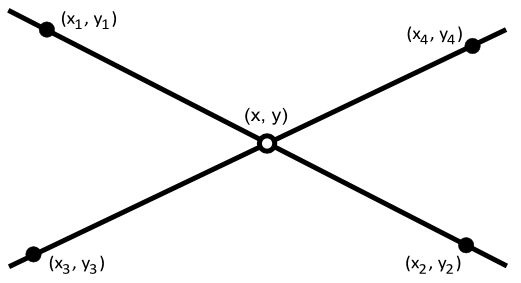
Перетин прямих.

В геометрії Евкліда перетином двох прямих може бути порожня множина, точка або пряма. Розрізнення цих випадків і пошук точки перетину використовується, наприклад, в комп'ютерній графіці, при плануванні руху і для виявлення зіткнень.
У тривимірної геометрії Евкліда, якщо для двох прямих немає такої площині, якій би вони належали, то вони називаються мимобіжними прямими і не мають точок перетину. Якщо прямі знаходяться в одній площині, то є три можливості. Якщо вони збігаються, вони мають нескінченно багато спільних точок (а саме, всі точки на цих прямих). Якщо прямі різні, але мають один і той же нахил, вони паралельні і не мають спільних точок. В іншому випадку вони мають одну точку перетину.
У неевклідової геометрії дві прямі можуть перетинатися в декількох точках і кількість прямих, які не перетинаються з даною прямою (паралельних) може бути більшим за одиницю.

## Перетин двох прямих
Необхідною умовою перетину двох прямих є приналежність їх одній площині, тобто ці прямі не повинні бути мимобіжними прямими. Виконання цієї умови еквівалентно виродженості чотиригранника, у якого дві вершини лежать на одній прямій, а дві інші — на іншій (тобто об'єм цього тетраедра дорівнює нулю). Алгебраїчну форму цієї умови можна знайти в статті Мимобіжні прямі § Перевірка на мимобіжність.

### Якщо задані по дві точки на кожній прямій.
Розглянемо перетин двох прямих {\displaystyle L_{1}} та {\displaystyle L_{2}} на площині, де пряма {\displaystyle L_{1}}визначена двома різними точками {\displaystyle (x_{1},y_{1})} та {\displaystyle (x_{2},y_{2})}, а пряма {\displaystyle L_{2}} — різними точками {\displaystyle (x_{3},y_{3})} та {\displaystyle (x_{4},y_{4})}.
Точку перетину {\displaystyle P(P_{x},P_{y})} прямих {\displaystyle L_{1}} та {\displaystyle L_{2}} можна знайти за допомогою визначників
{\displaystyle P_{x}={\frac {\begin{vmatrix}{\begin{vmatrix}x_{1}&y_{1}\\x_{2}&y_{2}\end{vmatrix}}&{\begin{vmatrix}x_{1}&1\\x_{2}&1\end{vmatrix}}\\\\{\begin{vmatrix}x_{3}&y_{3}\\x_{4}&y_{4}\end{vmatrix}}&{\begin{vmatrix}x_{3}&1\\x_{4}&1\end{vmatrix}}\end{vmatrix}}{\begin{vmatrix}{\begin{vmatrix}x_{1}&1\\x_{2}&1\end{vmatrix}}&{\begin{vmatrix}y_{1}&1\\y_{2}&1\end{vmatrix}}\\\\{\begin{vmatrix}x_{3}&1\\x_{4}&1\end{vmatrix}}&{\begin{vmatrix}y_{3}&1\\y_{4}&1\end{vmatrix}}\end{vmatrix}}}\,\!\qquad P_{y}={\frac {\begin{vmatrix}{\begin{vmatrix}x_{1}&y_{1}\\x_{2}&y_{2}\end{vmatrix}}&{\begin{vmatrix}y_{1}&1\\y_{2}&1\end{vmatrix}}\\\\{\begin{vmatrix}x_{3}&y_{3}\\x_{4}&y_{4}\end{vmatrix}}&{\begin{vmatrix}y_{3}&1\\y_{4}&1\end{vmatrix}}\end{vmatrix}}{\begin{vmatrix}{\begin{vmatrix}x_{1}&1\\x_{2}&1\end{vmatrix}}&{\begin{vmatrix}y_{1}&1\\y_{2}&1\end{vmatrix}}\\\\{\begin{vmatrix}x_{3}&1\\x_{4}&1\end{vmatrix}}&{\begin{vmatrix}y_{3}&1\\y_{4}&1\end{vmatrix}}\end{vmatrix}}}\,\!}
Визначники можна переписати у вигляді:
{\displaystyle {\begin{aligned}(P_{x},P_{y})={\bigg (}&{\frac {(x_{1}y_{2}-y_{1}x_{2})(x_{3}-x_{4})-(x_{1}-x_{2})(x_{3}y_{4}-y_{3}x_{4})}{(x_{1}-x_{2})(y_{3}-y_{4})-(y_{1}-y_{2})(x_{3}-x_{4})}},\\&{\frac {(x_{1}y_{2}-y_{1}x_{2})(y_{3}-y_{4})-(y_{1}-y_{2})(x_{3}y_{4}-y_{3}x_{4})}{(x_{1}-x_{2})(y_{3}-y_{4})-(y_{1}-y_{2})(x_{3}-x_{4})}}{\bigg )}\end{aligned}}}
Зауважимо, що знаходиться точка перетину прямих, а не відрізків між точками, і, тому вона може лежати поза відрізками. Якщо шукати рішення в термінах кривих Безьє першого порядку, то можна перевірити параметри цих кривих 0.0 ≤ t ≤ 1.0 та 0.0 ≤ u ≤ 1.0 (t та u — параметри).
Якщо дві прямі є паралельними або збігаються, тоді знаменник дорівнює нулю:
{\displaystyle (x_{1}-x_{2})(y_{3}-y_{4})-(y_{1}-y_{2})(x_{3}-x_{4})=0.}
У випадку коли прямі майже паралельні, при обчисленні на комп'ютері можуть виникнути числові складнощі, оскільки знаменник буде занадто близьким до нуля, й розпізнавання такого випадку може потребувати відповідного тесту на «невизначеність» для програми. Більш стійке і загальне рішення може бути отримано при обертанні відрізків таким чином, що один з них стане горизонтальним, а тоді параметричне рішення другої прямої легко отримати. При роз'вязанні необхідно уважно розглянути окремі випадки розташування прямих та відрізків, такі як паралельність чи збіг прямих, можливе накладення відрізків.

### Якщо задано рівняння прямих
Координати {\displaystyle x} і {\displaystyle y} точки перетину двох невертикальних прямих можна легко знайти за допомогою наступних підставлень і перетворень {\displaystyle y=ax+c} та {\displaystyle y=bx+d}, де {\displaystyle a} і {\displaystyle b} — кутові коефіцієнти прямих, а {\displaystyle c} та {\displaystyle d} — координати перетину прямих з віссю Oy. У точці перетину прямих (якщо вони перетинаються), обидві координати {\displaystyle y} будуть збігатися, звідки отримуємо рівність:
{\displaystyle ax+c=bx+d}
Ми можемо перетворити це рівняння з метою виділення {\displaystyle x}:
{\displaystyle ax-bx=d-c},
тоді:
{\displaystyle x={\frac {d-c}{a-b}}}.
Для знаходження {\displaystyle y} підставляємо {\displaystyle x} у будь-яке з двох рівнянь. Нехай у перше:
{\displaystyle y=a{\frac {d-c}{a-b}}+c}.
Звідси отримуємо точку перетину прямих:
{\displaystyle P\left({\frac {d-c}{a-b}},a{\frac {d-c}{a-b}}+c\right)=P\left({\frac {d-c}{a-b}},{\frac {ad-bc}{a-b}}\right)}
Зауважимо, що при {\displaystyle a=b} дві прямі паралельні. Якщо при цьому {\displaystyle c\neq d}, прямі різні та не мають перетинів, в іншому ж випадку прямі збігаються.

### Використання однорідних координат
При використанні однорідних координат точка перетину двох явно заданих прямих може бути знайдена досить просто. У 2-вимірному просторі будь-яка точка може бути визначена як проєкція 3-мірної точки, заданої трійкою {\displaystyle (x,y,w)}. Відображення 3-мірних координат у 2-мірні відбувається за формулою {\displaystyle (x',y')=(x/w,y/w)}. Просто перетворити координати точок 2-вимірному простору в однорідні координати, прирівнявши третю координату одиниці — {\displaystyle (x,y,1)}.
Припустимо, що ми хочемо знайти перетин двох нескінченних прямих у 2-вимірному просторі, які задані формулами {\displaystyle a_{1}x+b_{1}y+c_{1}=0} та {\displaystyle a_{2}x+b_{2}y+c_{2}=0}. Можемо записати ці дві прямі в координатах прямої як {\displaystyle U_{1}=(a_{1},b_{1},c_{1})} та {\displaystyle U_{2}=(a_{2},b_{2},c_{2})}.
Перетин {\displaystyle P'} двох прямих тоді просто задається формулами:
{\displaystyle P'=(a_{p},b_{p},c_{p})=U_{1}\times U_{2}=(b_{1}c_{2}-b_{2}c_{1},a_{2}c_{1}-a_{1}c_{2},a_{1}b_{2}-a_{2}b_{1})}
Якщо {\displaystyle c_{p}=0}, то прямі не перетинаються.

## Перетинnпрямих

### Існування та вираз для перетину

#### У двомірному просторі
У двомірному просторі, перетин в одній точці трьох і більше прямих майже напевно неможливий. Для того, щоб визначити, чи перетинаються прямі в одній точці, і, якщо перетинаються, для пошуку точки перетину, запишемо i-е рівняння прямої {\displaystyle a_{i1}x+a_{i2}y=b_{i}} (i = 1, …, n), як {\displaystyle (a_{i1}\quad a_{i2})(x\quad y)^{T}=b_{i},} і скомпонуємо ці рівняння в матричному вигляді
{\displaystyle Aw=b,}
де i-м рядком матриці n × 2 буде {\displaystyle (a_{i1},a_{i2})}, відповідно w — це 2 × 1 вектор (x, y)T, а i-й елемент вектора-стовпця b дорівнює bi (i = 1, …, n). Якщо матриця A має незалежні стовпці, її ранг дорівнює 2. Тоді і лише тоді, коли ранг розширеної матриці [A | b ] дорівнює 2, існує рішення матричного рівняння і, таким чином, існує точка перетину n прямих. Точка перетину, якщо вона існує, знаходиться так:
{\displaystyle w=A^{g}b=(A^{T}A)^{-1}A^{T}b,}
де {\displaystyle A^{g}} є псевдообернена матриця до матриці {\displaystyle A}. Як альтернатива, рішення може бути знайдено шляхом спільного розв'язання двох незалежних рівнянь. Але якщо ранг матриці A дорівнює 1, а ранг розширеної матриці дорівнює 2, розв'язків немає. У разі ж, коли ранг розширеної матриці дорівнює 1, всі прямі збігаються.

#### У тривимірному просторі
Представлений вище підхід поширюється на тривимірний простір. У тривимірному та n-вимірних просторах навіть дві прямі майже напевно не перетинаються. Пари непаралельних прямих, які не перетинаються, називаються перехресними. Але коли перетин існує, його можна знайти наступним чином. У тривимірному просторі пряма представляється перетином двох площин, кожна з яких задається формулою {\displaystyle (a_{i1}\quad a_{i2}\quad a_{i3})(x\quad y\quad z)^{T}=b_{i}.} Тоді множина n прямих може бути представлена у вигляді 2n рівнянь від 3-вимірного координатного вектора w = (x, y, z)T:
{\displaystyle Aw=b}
де A дорівнює 2n × 3 і b дорівнює 2n × 1. Як і раніше, існує єдина точка перетину тоді і тільки тоді, коли A та розширена матриця [A | b ] мають максимальний ранг, якщо перетин існує, то він задається формулою:
{\displaystyle w=(A^{T}A)^{-1}A^{T}b.}

### Найближча точка перехресних прямих
У двох чи більше вимірах зазвичай можна знайти точку, яка є найближчою до двох чи більше прямих у сенсі найменших квадратів.

#### У двох вимірах
У двовимірному просторі спочатку представляють пряму {\displaystyle i} як пару об'єктів: точку {\displaystyle p_{i}} на прямій та одиничний вектор нормалі {\displaystyle {\hat {n}}_{i}}, перпендикулярний до цієї прямої. Тобто, якщо {\displaystyle x_{1}}та {\displaystyle x_{2}} — точки на прямій 1, то нехай {\displaystyle p_{1}=x_{1}} і
{\displaystyle {\hat {n}}_{1}:={\begin{bmatrix}0&-1\\1&0\end{bmatrix}}(x_{2}-x_{1})/\|x_{2}-x_{1}\|},
який є одиничним вектором на прямій, повернутим на 90 градусів.
Зауважимо, що відстань від точки x до прямої {\displaystyle (p,{\hat {n}})} задається формулою:
{\displaystyle d(x,(p,n))=\|(x-p)\cdot {\hat {n}}\|=\|(x-p)^{\top }{\hat {n}}\|={\sqrt {(x-p)^{\top }{\hat {n}}{\hat {n}}^{\top }(x-p)}}.}
Отже, квадрат відстані від x до прямої дорівнює:
{\displaystyle d(x,(p,n))^{2}=(x-p)^{\top }({\hat {n}}{\hat {n}}^{\top })(x-p).}
Сума квадратів відстаней до набору прямих є цільовою функцією:
{\displaystyle E(x)=\sum _{i}(x-p_{i})^{\top }({\hat {n}}_{i}{\hat {n}}_{i}^{\top })(x-p_{i}).}
Вираз можна перетворити:
{\displaystyle {\begin{aligned}E(x)&=\sum _{i}x^{\top }{\hat {n}}_{i}{\hat {n}}_{i}^{\top }x-x^{\top }{\hat {n}}_{i}{\hat {n}}_{i}^{\top }p_{i}-p_{i}^{\top }{\hat {n}}_{i}{\hat {n}}_{i}^{\top }x+p_{i}^{\top }{\hat {n}}_{i}{\hat {n}}_{i}^{\top }p_{i}\\&=x^{\top }\left(\sum _{i}{\hat {n}}_{i}{\hat {n}}_{i}^{\top }\right)x-2x^{\top }\left(\sum _{i}{\hat {n}}_{i}{\hat {n}}_{i}^{\top }p_{i}\right)+\sum _{i}p_{i}^{\top }{\hat {n}}_{i}{\hat {n}}_{i}^{\top }p_{i}.\end{aligned}}}
Щоб знайти мінімум, диференціюємо по x і прирівняємо результат до нуля:
{\displaystyle {\frac {\partial E(x)}{\partial x}}=0=2\left(\sum _{i}{\hat {n}}_{i}{\hat {n}}_{i}^{\top }\right)x-2\left(\sum _{i}{\hat {n}}_{i}{\hat {n}}_{i}^{\top }p_{i}\right)}
тому:
{\displaystyle \left(\sum _{i}{\hat {n}}_{i}{\hat {n}}_{i}^{\top }\right)x=\sum _{i}{\hat {n}}_{i}{\hat {n}}_{i}^{\top }p_{i}}
звідки
{\displaystyle x=\left(\sum _{i}{\hat {n}}_{i}{\hat {n}}_{i}^{\top }\right)^{-1}\left(\sum _{i}{\hat {n}}_{i}{\hat {n}}_{i}^{\top }p_{i}\right).}

#### У тривимірному просторі
Хоча в просторах вище двох нормаль {\displaystyle {\hat {n}}_{i}} не визначається однозначно, її можна узагальнити на будь-яку розмірність, якщо зауважити, що {\displaystyle {\hat {n}}_{i}{\hat {n}}_{i}^{\top }}є просто (симетричною) матрицею усі власні значення якої дорівнюють 1, за винятком нульового власного значення в напрямку вздовж прямої, яка визначає напівнорму на відстані між точкою {\displaystyle p_{i}} та іншою точкою, на якій досягається відстань до прямої. У просторі довільної вимірності, якщо {\displaystyle {\hat {v}}_{i}} це — одиничний вектор уздовж i-ї лінії, тоді
{\displaystyle {\hat {n}}_{i}{\hat {n}}_{i}^{\top }} перетворюється на {\displaystyle I-{\hat {v}}_{i}{\hat {v}}_{i}^{\top }}
де E — одинична матриця, а тоді:
{\displaystyle x=\left(\sum _{i}E-{\hat {v}}_{i}{\hat {v}}_{i}^{\top }\right)^{-1}\left(\sum _{i}(E-{\hat {v}}_{i}{\hat {v}}_{i}^{\top })p_{i}\right).}

#### Узагальнення
Для того, щоб знайти точку перетину набору прямих, обчислюємо точку з мінімальною відстанню до них. Кожна пряма визначається точкою {\displaystyle a_{i}} та вектором одиничної довжини {\displaystyle n_{i}}. Квадрат відстані від точки {\displaystyle p} до однієї з прямих обчислюється за теоремою Піфагора:
{\displaystyle d_{i}^{2}={{\left[\left|\left|p-{{a}_{i}}\right|\right|\right]}^{2}}-{{\left[{{\left(p-{{a}_{i}}\right)}^{T}}*{{n}_{i}}\right]}^{2}}={{\left(p-{{a}_{i}}\right)}^{T}}*\left(p-{{a}_{i}}\right)-{{\left[{{\left(p-{{a}_{i}}\right)}^{T}}*{{n}_{i}}\right]}^{2}}}
Де: {\displaystyle {\left(p-a_{i}\right)}^{T}*n_{i}} є проєкція:{\displaystyle \left(p-{{a}_{i}}\right)} на {\displaystyle i}-ту пряму. Сума квадратів відстаней до всіх прямих становить:
{\displaystyle {\underset {i}{\mathop {\sum } }}\,d_{i}^{2}={\underset {i}{\mathop {\sum } }}\,\left[{{\left(p-{{a}_{i}}\right)}^{T}}*\left(p-{{a}_{i}}\right)-{{\left[{{\left(p-{{a}_{i}}\right)}^{T}}*{{n}_{i}}\right]}^{2}}\right]}.
Щоб мінімізувати цей вираз, візьмемо похідну по {\displaystyle p}:
{\displaystyle {\underset {i}{\mathop {\sum } }}\,\left[2*\left(p-{{a}_{i}}\right)-2*\right[{{\left(p-{{a}_{i}}\right)}^{T}}*{{n}_{i}}]*{{n}_{i}}]=0}
{\displaystyle {\underset {i}{\mathop {\sum } }}\,\left(p-{{a}_{i}}\right)={\underset {i}{\mathop {\sum } }}\,\left[{{n}_{i}}*{{n}_{i}}^{T}\right]*\left(p-{{a}_{i}}\right)}.
В результаті:
{\displaystyle [{\underset {i}{\mathop {\sum } }}\,\left[{{n}_{i}}*{{n}_{i}}^{T}-I\right]]*p={\underset {i}{\mathop {\sum } }}\,\left[{{n}_{i}}*{{n}_{i}}^{T}-I\right]*{{a}_{i}}},
де {\displaystyle I} — цє одинична матриця. Це матриця {\displaystyle S*p=C}, з розв'язком {\displaystyle p={{S}^{+}}*C}, {\displaystyle {S}^{+}} є псевдообернена матриця до {\displaystyle S}.